# María Ángeles Durán
Pour les articles homonymes, voir Duran.
María Ángeles Heras Durán ou plutôt María Ángeles Durán Heras (née le 30 novembre 1942) est une sociologue espagnole, connue pour être une des pionnières dans la recherche sur le travail non rémunéré, la situation sociale des femmes et leur environnement de travail. Elle fut ainsi la première femme à atteindre une chaire de sociologie en Espagne, en 1982. Elle est l'une des premières chercheuses dans son domaine ayant réalisé des travaux avec une perspective féministe dans le monde académique espagnol. En 1979, elle est la fondatrice et directrice de l'Institut universitaire pour les études sur les femmes (es) de l'Université autonome de Madrid, la première université pour femmes créée en Espagne. En 2002, elle reçoit le Premio Nacional de Investigación Pascual Madoz (es) en Sciences économiques et juridiques. Depuis sa retraite en 2012, elle est active au Centre pour les Sciences humaines et sociales (es) du Conseil supérieur de la recherche scientifique (CSIC) comme chercheuse ad honorem (honoraire).

## Biographie
María Ángeles Durán fait partie de la première génération madrilène d'une famille originaire de la Sierra de Gata en Estrémadure. Son père était un ingénieur industriel, né dans le nord de la province de Cáceres, qui eut une carrière à Madrid, et sa mère était originaire de Real Sitio de San Ildefonso. María Ángeles, l'aînée de six enfants, est née et a vécu à Madrid, même si elle repart régulièrement en Estrémadure. La sociologue parle beaucoup de l'influence de son père pour son intérêt pour les mathématiques et les langues. Elle entre à la faculté de Sciences Politiques à l'âge de 16 ans, à une époque où les femmes à l'université sont une exception. À 18 ans, elle est déléguée de sa classe. Elle est diplômée en économie et en sciences politiques en 1964 et obtient un doctorat en Sciences politiques de l'université complutense en 1971, avec une thèse de doctorat intitulée El trabajo de las Mujeres (Le travail des femmes). En 1972, elle fait des études postdoctorales à l'institut pour la Recherche sociale de l'université du Michigan grâce à une bourse du Programme Fulbright, spécialisée dans la socialisation différentielle des sexes et les inégalités sociales.
En 1979, elle fonde le Séminaire pour l'étude des femmes, ancêtre de l'Instituto Universitario de Estudios de la Mujer (es) de l'Université Autonome de Madrid, le premier institut créé en Espagne. Elle en est la première directrice jusqu'à 1985. Elle effectue diverses enquêtes sur la situation des femmes dans le domaine scientifique et l'application de l'études de genre à la recherche. En 1981, elle publie Liberación y utopía: la mujer ante de la ciencia. En 2001, elle a été l'une des fondatrices de l'Association des femmes chercheuses et technologues (es) (AMIT).
En 1982, elle récupère la chaire de sociologie, devenant la première femme espagnole à obtenir une chaire dans cette spécialité.
Durán fut professeure de sociologie à l'Université Complutense de Madrid, à l'Université San Pablo, et à l'université de Saragosse. De 1987 jusqu'à sa retraite en 2012, elle prend des postes d'enseignante ou fait de la recherche à l'université du Michigan, à l'université de Rio de Janeiro, à l'université de Cambridge, à l'université de Washington, à l'université de Seattle et à l'Institut Européen de Florence.
Elle est également Professeure-chercheuse en Sciences Sociales au Conseil supérieur de la recherche scientifique (CSIC). Actuellement, elle continue de travailler au CSIC du Center for Human and Social Sciences (es) comme un chercheuse ad honorem.
De 1998 à 2001, elle préside la Fédération espagnole de Sociologie, et de 2002 à 2006, elle est membre du Comité Exécutif de l'Association internationale de sociologie.
En 2009, elle est la promoteur de la Chaire UNESCO UNITWIN Network en matière de parité et d'égalité des droits entre les femmes et les hommes, dont elle prend la tête de 2010 à 2013. En octobre 2013, elle est remplacée par Virginia Maquieira. Durán est actuellement la Présidente d'Honneur.
Elle est titulaire de doctorats honorifiques de l'université de Valence, de l'Université autonome de Madrid et de l'université de Grenade, et son travail est publié en anglais, français, allemand, portugais, italien et catalan.

## Le travail non rémunéré des femmes
Durán est une spécialiste dans l'analyse de la valeur du travail non rémunéré dans les pays développés, et étudie dans quelle mesure le niveau de bien-être durable des sociétés changerait sans ces contributions, souvent invisibles et réalisées par des femmes.
C'est une pionnière dans la visibilité du secteur économique espagnol du travail non rémunéré. Sa recherche révèle que les femmes espagnoles sont les personnes qui passent le plus de temps à exécuter un travail non rémunéré et le moins à en exécuter un rémunéré en Europe. Ces études entrent dans le champ de la sociologie économique : la valeur du travail non rémunéré, le coût social de la maladie, le besoin global en matière de soins et la perception du corps et de l'espace des femmes, l'interdépendance entre la vie privée et publique, ainsi que de la situation des groupes sociaux, des sujets qui, jusqu'au début de ses recherches, avaient suscités peu d'intérêt de la part des sociologues et des économistes.
Dans son étude La Cuenta satélite, le rôle des femmes au foyer dans l'économie est analysé en profondeur, et elle conclut que ce groupe représente le grand moteur, pas seulement pour l'économie, mais aussi pour la survie des ménages. Selon ses calculs, pendant les premières années du XXIe siècle en Espagne, les hommes ont réalisé plus de 70 % du travail rémunéré et des femmes seulement 30 %. Mais, à l'inverse, les femmes ont effectué 79 % du travail domestique, alors que les hommes seulement 21 %. « Par conséquent, pour ce qui est de travailler, les femmes le font plus que les hommes », en conclut Durán en 2008. « Le temps de travail moyen par semaine pour un homme espagnol, à l'exclusion des vacances et des jours fériés, est de 36 h 43 min ; celui d'une femme est de 56 h 7 min. »
En 2011, elle estime à partir de ses recherches que le travail non rémunéré représente environ 53 % du PIB espagnol.
« Les femmes, dans l'ensemble, assument la responsabilité de leurs enfants, des malades et des personnes âgées, et donne aussi une grande partie de leurs ressources aux hommes actifs afin qu'ils soient davantage disponibles pour leur carrière professionnelle », explique Durán en 2012.

## Survivante d'un cancer du sein
À la fin des années 1990, on lui diagnostique un cancer du sein. Durán en fait alors un point d'observation sociologique : « Je travaillais déjà sur l'utilisation du temps, de sorte que je me suis marquée, un peu comme en thérapie, pour observer le temps perdu dans les salles d'attente, dans les traitements. Je l'ai transformé en une observation de moi-même, me créant une carapace et l'utilisant. » En 2003, elle publie un livre autobiographique, Diario de batalla. Mi lucha contra el cáncer, dans lequel elle raconte son expérience de ses six années de lutte pour vaincre la peur du cancer du sein et à surmonter la maladie,.
Elle est l'une des fondatrices d'AMIT et aussi une pionnière dans l'enquête sur la situation des femmes dans le domaine scientifique et l'application des études de genre à la recherche, avec la publication de Liberación y utopía: la mujer ante la ciencia en 1981. Son livre autobiographique Diario de batalla est reconnu par la Fondation pour l'Éducation du Public et l'Éducation Permanente Oncologique (FEFOC) comme « une contribution précieuse à la connaissance et à une meilleure compréhension de la situation des malades et de leur environnement affectif. »

## Vie personnelle
María Ángeles Durán se marie en 1967 à l'âge de 24 ans. Elle a eu quatre enfants.

## Prix et distinctions
- 2002 : Premio Nacional de Investigación Pascual Madoz (es) en sciences économiques et juridiques
- 2005 : médaille du mérite au travail (es)[13]
- 2008 : docteur honoris causa de l'université autonome de Madrid[14]
- 2009 : médaille d'Estrémadure[15]
- 2010 : Culture for Health Award (ADEPS)[16]
- 2012 : docteur honoris causa de l'université de Valence[17]
- 2013 : docteur honoris causa de l'université de Grenade[18]
- 2016 : prix de la Federación de Mujeres Progresistas (es) dans la catégorie nationale[19]

### Prix María Ángeles Durán
En 2004, l'université autonome de Madrid institue le prix María Ángeles Durán de l'innovation scientifique dans les études de genre et sur les femmes, remis deux fois par an. Ses objectifs sont de promouvoir l'avancement de la construction de la connaissance féministe, d'encourager la créativité théoriques et méthodologiques et de stimuler la qualité de la recherche afin de garantir le changement social.

## Sélection de publications
- 1981 : Liberación y utopía: la mujer ante la ciencia
- 1988 : De puertas adentro
- 1996 : Mujeres y hombres en la formación de la Teoría Sociologique[21]
- 1998 : La ciudad compartida: conocimiento, afecto y uso[22]
- 2000 : Si Aristóteles levantara la cabeza. Coing ensayos sobre las ciencias y las letras[23]
- 2000 : Nuevos objetivos de igualdad en el siglo XXI: las relaciones entre mujeres y hombres (coord.)[24]
- 2000-2003 : Los costes invisibles de la enfermedad[25]
- 2003 : Diario de Batalla. Mi lucha contra el cáncer
- 2010 : Tiempo de vida y tiempo de trabajo[26]
- 2012 : El trabajo no remunerado en la economía mondiale[27]